# 大村西崖
大村西崖（Ômura Seigai）（1868年—1927年）。日本东京美術學校美术史教授。1921年和1925年曾到中国讲演，1926年曾专程到苏州吴县甪直鎮保圣寺，实地调查罗汉塑像。曾著有《中国美术史》、《密教研究法》、《吴郡奇迹塑壁残影》、《文人画之复兴》與校註《蘿軒變古箋譜》等专著。

## 生平
- 1868年	10月12日生於駿河國（今靜岡縣）富士郡水戶島。
- 1889年	作為靜岡縣特選生進入東京美術學校（现东京艺术大学）。
- 1893年	完成畢業雕塑創作「聖德太子像」，畢業後至京都美術工藝學校（现东京艺术大学）任教。
- 1895年	11月被东京美術學校（现东京艺术大学）聘為教師，返回母校。
- 1896年	4月被任命為副教授，同時被任命為全國寶物局監察員、古社寺保存會監察員。
- 1897年	與岡倉天心校長發生思想衝突，從美術學校退職。
- 1898年	6月為東京帝國博物館（现东京国立博物馆）僱用。不久岡倉天心辭職，他立刻返回母校，被任命為雕刻科教授以及教務科長兼庶務科長。
- 1899年	被任名為東京帝國博物館（现东京国立博物馆）臨時監察科、雕刻科主任。在庆应义塾大学擔任美學課程教學，10月兼授西洋考古學課程。
- 1900年	1月起兼任東洋美術史的教學。被任命為《帝國美術史》編纂委員。
- 1901年	正木直彥校長就任不久，作為學科專門教官擔任美學及美術史、中國歷史的教學。
- 1904年	1月發表＜西洋雕刻史的研究＞。4月作為聖路易斯萬國博覽會審查官與正木校長一起旅美，又從美國前往英國、法國、德國訪問，在各地美術館參觀東洋美術的收藏。
- 1905年	3月回國，擔任東洋繪畫史、東洋雕刻史教學，兼授東洋美術史。
- 1907年	4月設立審美書院，連續出版東洋美術的圖書。
- 1911年	10月歸依佛教。
- 1916年	1月在私立宗教大學擔任藝術史教學。完成《密教發達志》。擔任學生總監。
- 1919年	擔任美術史研究室主任。
- 1920年	為9月建立的芬諾洛薩紀念碑寫碑文。
- 1921年	校閱芬諾洛薩《東亞美術史綱》的日語譯本（有賀長雄譯）。10月開始中國之旅。
- 1923年	第二次訪問中國。
- 1924年	第三、四次訪問中國。
- 1926年	第五次訪問中國。
- 1927年	3月7日去世。[1]

## 著作
- 森歐外、九米桂一郎、岩村透、大村西崖，《洋畫手引草》（1898）
- 霍特曼著，森歐外、大村西崖合譯，《審美綱領》（1899）
- 大村西崖，《東洋美術小史》（東京：審美書院，1906）
- 大村西崖，《中國名畫集 2冊》（東京：審美書院，1907）
- 大村西崖，《東洋美術大觀 15卷》（東京：審美書院，1908-1918）
- 森歐外、大村西崖，《阿育王事蹟》（東京：春陽堂，1909）
- 大村西崖，《中國古銅器集》（東京：審美書院，1909）
- 大村西崖，《支那繪畫小史》（東京：審美書院，1910）
- 大村西崖，《日本繪畫小史》（東京：審美書院，1910）
- 大村西崖，《美術聚英25冊》（東京：審美書院，1910-1917）
- 大村西崖，《正倉院志》（東京：審美書院，1911）
- 久米桂一郎、大村西崖纂，《希臘羅馬諸神傳》（東京：審美書院，1912）
- 東京美術學校選輯，大村西崖編述，《小萬柳堂劇蹟》（東京：審美書院，1914）
- 大村西崖，《支那美術史雕塑篇》（東京：佛書刊行會圖像部，1915）
- 大村西崖、中國美術史雕塑篇（東京：國書刊行會，1917）
- 大村西崖，《密教發達志》（東京：佛書刊行會圖像部，1918）
- 大村西崖，《支那美術史雕塑篇附圖》（東京：佛書刊行會圖像部，1920）
- 大村西崖、中野義照，《日本大藏經解題》（東京：日本大藏經編纂會,，1921-1922）
- 大村西崖校輯，《熱河三十六景詩圖》（東京：圖本叢刊會，1923）
- 大村西崖校輯，《蘿軒變古箋譜》（東京：圖本叢刊會，1923）
- 大村西崖編，《圖本叢刊》（東京：圖本叢刊會，1923-1925）
- 大村西崖，《東洋美術史》（東京：圖本叢刊會，1924）
- 大村西崖，《塑壁殘影》（出版地不詳，1926）
- (明)顧炳纂，大村西崖校輯，《顧氏歷代名人畫譜》(東京：圖本叢刊會，1926)
- 大村西崖、田邊孝次，《東洋美術史 2冊》（東京：平凡社，1930-1933）
- 大村西崖編，《支那古美術圖譜》（東京：藝苑社，1932）
- 大村西崖稿、大村文夫編，《近世風俗畫史》（東京：寶雲舍，1943）
- 大村西崖、陳彬龢譯，中國美術史（臺北：臺灣商務印書館，1965）
- 大村西崖，張一鈞譯，《支那繪畫小史》（上海聚珍仿宋印書局排印本，出版時間不詳）
- 大村西崖述，《支那の書畫骨董》（東京：東亞研究會，出版時間不詳）

## 文章
- 大村西崖，＜西洋雕刻史的研究＞，《校友會月報》2卷4號（1904）
- 大村西崖，＜文人畫之復興＞，《校友會月報》19卷8號（1921）
- 大村西崖，＜中國游歷談＞，《校友會月報》20卷7號（1922）

## 相关研究
- ＜與陳衡恪共編支那大美術史的大村西崖＞，《大阪時事》1922年3月21日
- 一記者，＜問題的人＞，《中央美術》第2卷第3號，1961年3月
- 矢代幸雄，＜不能忘記的人們-其一 大村西崖＞，《大和文華》第14號（1944）
- 谷信一，＜美術、美術史回想雜記-淹精一、大村西崖＞，《萌春》第315-321號，1981年12月-1982年6月
- 莊司淳一，＜美術和自然-大村西崖的自然思想＞，《日本的美學》季刊第4期，1987
- 吉田千鶴子，＜大村西崖的美術批評＞，《東京藝術大學美術學部紀要》第26號（1991），p.25-53
- 吉田千鶴子，＜大村西崖と中國＞，《東京藝術大學美術學部紀要》第29號（1994），p.1-36
- 劉曉路，＜大村西崖和陳師曾-近代為文人畫復興的兩個異國苦鬥者＞，《南京藝術學院學報》（藝苑美術版）1996：4，p.10-15
- 吉田千鶴子，劉曉路譯＜大村西崖和中國-以他晚年的五次訪華為中心＞，《南京藝術學院學報》（藝苑美術版）1997：1，p.25-29
- 劉曉路，＜大村西崖和陳師曾-近代為文人畫復興的兩個異國苦鬥者＞，《故宮學術季刊》第15期3卷（1998年）
- 劉曉路，＜日本的中國美術研究和大村西崖＞，《美術觀察》2001：7，p.53-57
- 晉介辰，＜大村西崖-對中國美術史影像最鉅的日本學者＞，《故宮文物月刊》23卷2期（266期，2005年5月），p.90-99